# 善川三朗
善川 三朗（よしかわ さぶろう、本名：中川 忠義、1921年〈大正10年〉11月20日 - 2003年〈平成15年〉8月12日）は、日本の宗教家。実業家。農業・畜産指導者。幸福の科学名誉顧問。徳島県麻植郡東山村（現在の吉野川市鴨島町樋山地）出身。青年師範学校卒業。長男は富山誠。次男は幸福の科学総裁である大川隆法。妻は中川君子。姉は作家の中川静子。

## 生涯

### 幼少期・青年師範学校時代
宮大工である中川源左衛門輝房とその妻であるテルノの次男として1921年（大正10年）11月徳島県麻植郡東山村樋山地（現・吉野川市鴨島町樋山地）に生まれる。父の源左衛門は宮大工の棟梁をしており、県内各地の寺社にその仕事の履歴を残している。
父輝房が亡くなった8歳の1930年（昭和5年）頃、中川一家は川島町に移住し、この時に「汝は、今生に大いなる責任を持って生まれたものである。」との天来の霊告を受ける。
その後、1934年（昭和9年）に中川一家は東京の書店で働く親戚を頼って上京し、忠義は東京生活の間、矢内原忠雄門下の無教会派で学んだ後に乃木坂にあった「生長の家」の門をたたき、谷口雅春から直々の教えを受ける。
戦後、故郷徳島に戻り、青年師範学校（後の 徳島大学学芸学部）を卒業した後、青年学校国語科教師を振り出しに、麻植郡美郷村の中枝小学校の代用教員などを勤める。
戦後の一時期、共産党運動に参加。中川只芳（なかがわ ただよし）の筆名で、党徳島県委員会機関紙「徳島新報」の編集兼発行人をつとめる。「ロハさん」と呼ばれるが入党はしていなかった。

### 実業家および徳島県庁時代
共産党を離れてからは、1949年（昭和24年）頃より当時めずらしかったマロングラッセの製造販売を手がけたり、毛糸の編み針の製造会社『四国製針株式会社』を興すなどした。このころ妻の中川君子と結婚するが、結核に倒れ、1年間の療養生活を送る。その時期の生活は管理理容師の中川君子が、家の階下を床屋にして支えていた。
1年の療養後の1964年（昭和39年）4月に社団法人徳島県畜産会（現・公益社団法人徳島県畜産協会）へ就職したあとに徳島県庁畜産課分室に勤務し、畜産コンサルタントとして県下の農業指導にあたり、各種の農業指導論文を発表し、ラジオの農業番組で放送による指導も行っていた。

### 幸福の科学時代と晩年
1982年（昭和57年）の定年だったが延期し、1984年（昭和59年）に県庁を次長職を最後に退職して、長男の中川力と学習塾を立ち上げるが、塾長の力が脳溢血で入院することとなり学習塾は短期間で閉鎖になった。
1981年（昭和56年）から次男の大川隆法と収録した霊言を取りまとめて、1985年に『日蓮聖人の霊言』（潮文社）を編著し出版活動を開始する。大川隆法とともに、1986年「幸福の科学」設立し、顧問に就任する。
1992年（平成4年）に活動の一線より退き、幸福の科学 名誉顧問の肩書となる。
2003年（平成15年）8月12日に徳島県にて帰天（死去）。

## 幸福の科学による過去世（転生）
大川隆法による霊的調査で過去世（転生）が、下記の人物とされており、法名「善川三朗」の名づけの由来となっている。
- 子路（孔門十哲の一人、紀元前543年 - 紀元前481年）
- マルコ（新約聖書福音書の記録者、紀元後8年? - 50年頃）
- 善無畏三蔵（仏典漢訳者三蔵法師の一人、637年 - 735年）
- 日朗（日蓮六老僧の一人、1245年 - 1320年）
- 天日鷲命（日本神話に登場する神）天日鷲神、高越山の高越神社御祭神[11]。『日本書紀』や『古語拾遺』に登場し、阿波国を開拓して、穀麻を植えて紡績の業を創始した。

## 親族
- 父親：中川輝房（源左衛門）
- 母親：中川テルノ
- 姉：中川静子
- 夫人：中川君子[6]
  - 長男：力（富山誠）
  - 次男：隆（大川隆法）
    - 孫：大川宏洋
    - 孫：大川咲也加
    - 孫：大川裕太
    - 孫：大川愛理沙

## 著書
- 『日蓮聖人の霊言 : 今、一切の宗派を超えて』潮文社、1985年8月、ISBN 978-4-8063-1145-4
  - 4刷『日蓮の霊言』に改題、潮文社、1986年10月
- 『空海の霊言 : 天台大師・恵果上人の霊訓と共に』潮文社、1985年10月、ISBN 978-4-8063-1150-8
- 『キリストの霊言 : 過去の教義を超えて』潮文社、1985年12月、ISBN 978-4-8063-1153-9
- 『天照大神の霊言 : よみがえる日本の神々』潮文社、1986年2月、ISBN 978-4-8063-1157-7
- 『ソクラテスの霊言：知的世界に霊的公明を』潮文社、1986年5月、ISBN 978-4-8063-1162-1
- 『坂本龍馬の霊言 : もっと大きく、もっと高く』潮文社、1986年7月、ISBN 978-4-8063-1165-2
- 『卑弥呼の霊言 : 女性であることの尊厳』潮文社、1986年9月、ISBN 978-4-8063-1170-6
- 『孔子の霊言 : 心の中の理想郷』潮文社、1986年12月、ISBN 978-4-8063-1177-5
- 『幸福の創造 : 発展的人生への道』幸福の科学出版、1987年12月[3]。
  - 『新・幸福の創造 : 発展的人生への道』に改題、幸福の科学出版、1989年6月[3]。
- 『幸福の光輪 : 今、求められる心の革命』幸福の科学出版、1990年3月[3]。
- 『幸福の光軍 : 信仰とは行ずることなり』幸福の科学出版、1990年10月[3]。
- 『幸福の光跡 : 幸福とは信行不休の中にあり』幸福の科学出版、1991年11月[3]。

## 寄稿
- 農業・畜産指導論文
- 「神仏が期待する人物像」『月刊 幸福の科学』創刊号1987年4月号
  - 以降 1992年6月号まで連載63回